# Dance Tracks Vol. 1
Dance Tracks Vol. 1 – pierwszy album Namie Amuro w wytwórni EMI Music Japan. Dziewięć dni po wydaniu albumu Amuro wydała swój debiutancki singel „Body Feels Exit”, jako solowa wokalistka w wytwórni avex trax. W trzy miesiące po wydaniu albumu Dance Tracks Vol. 1 Super Monkey's wydały swój ostatni singel. Dance Tracks Vol.1 znalazł się na 88. miejscu najlepiej sprzedających się albumów w Japonii w 1995 roku. Album znajdował się przez czterdzieści cztery tygodnie w rankingu Oricon (sprzedano wtedy 1 865 450 kopii). Znalazł się na 1. pozycji.

## Lista utworów
| 01 | Go! Go! ~Yume no Hayasade~                       | 04:50 |
| 02 | TRY ME ~Watashi o shinjite~ (New Album Mix)      | 04:04 |
| 03 | Stop the music (New Album Mix)                   | 03:51 |
| 04 | Get My Shinin'                                   | 04:02 |
| 05 | Wagamama wo Yurushite (Groovy Mix)               | 05:00 |
| 06 | Aishite Masukatto (Groovy Mix)                   | 04:04 |
| 07 | Paradise Train (Groovy Mix)                      | 04:31 |
| 08 | Dancing Junk (Groovy Mix)                        | 04:47 |
| 09 | Super Luck!                                      | 03:56 |
| 10 | Haato ni Hi wo Tsukete (New Album Mix)           | 03:29 |
| 11 | Taiyō no SEASON (New Album Mix)                  | 03:46 |
| 12 | TRY ME ~Watashi o shinjite~ (wersja rozszerzona) | 05:11 |
| 13 | Taiyō no SEASON (Salsoulike Mix)                 | 03:30 |

## Produkcja
- Producenci - Max Matsuura, Yukihito Sakakibara
- Miksowanie - Naoki Yamada, Yoshinori Kaji, Koji Morimoto
- Remiksowanie - Yasuhiko Hoshino, Satoshi Hidaka
- Zdjęcia - Takayuki Okada

## Oricon
| Diagram                                                    | Pozycja |
| ---------------------------------------------------------- | ------- |
| Dzienny diagram Oricon (w pierwszym dniu sprzedaży)        | #1      |
| Tygodniowy diagram Oricon (w pierwszym tygodniu sprzedaży) | #1      |
| Miesięczny diagram Oricon (w pierwszym miesiącu sprzedaży) | -       |
| Roczny diagram Oricon                                      | #21     |